# 1988年6月海地政变
1988年6月海地政变发生于1988年6月20日，指亨利·南菲推翻萊斯利·馬尼加政权一事。
1988年6月14日，亨利·南菲把让-克劳德·保罗上校调到军队总部并任命为总参谋长助理。保罗致电总统莱斯利·马尼加表示抗议，次日，马尼加发表声明撤回调动，并称此次调动并未与他协商。6月19日，马尼加辞退南菲，称南菲蓄意发动政变。6月20日，南菲发动政变推翻马尼加并自命总统，让-克劳德·保罗上校站在南菲这一边。
此次政变后数月，发生1988年9月海地政变，亨利·南菲被普羅佩·阿夫里爾推翻。